# Franck Perrot
Franck Perrot (* 7. Februar 1972 in Moûtiers) ist ein ehemaliger französischer Biathlet.

## Sportliche Laufbahn
Franck Perrot startete für La Plagne Douanes. Er debütierte Anfang der 1990er Jahre im Biathlon-Weltcup und nahm an diesem bis 1997 teil. Erster Karrierehöhepunkt wurden die Junioren-Weltmeisterschaften 1992 in Canmore, bei denen der Franzose den Titel im Einzel gewann und im Sprint hinter René König Zweiter wurde. Nächster Höhepunkt wurden die Olympischen Winterspiele 1994 in Lillehammer, wo er 47. des Einzels wurde. Zum Auftakt der Saison 1994/95 erreichte er bei einem Einzel in Bad Gastein mit Rang vier sein bestes Weltcup-Resultat. Bei den Biathlon-Weltmeisterschaften 1995 in Antholz schaffte Perrot seinen größten internationalen Erfolg. Nachdem er Zehnter im Einzel geworden war, gewann er mit Thierry Dusserre, Lionel Laurent und Stéphane Bouthiaux im Mannschaftsrennen hinter den Norwegern und den Tschechen die Bronzemedaille. Letztes Großereignis wurden die Biathlon-Weltmeisterschaften 1996 in Ruhpolding, wo der Franzose 70. des Einzels, 40. des Sprints und als Startläufer mit Raphaël Poirée, Thierry Dusserre und Hervé Flandin Fünfter im Staffelrennen wurde.

## Persönliches
Perrot ist der mit der ehemaligen norwegischen Biathletin Tone Marit Oftedal verheiratet. Der gemeinsame Sohn Éric ist ebenfalls als Biathlet im Weltcup aktiv.

## Biathlon-Weltcup-Platzierungen
Die Tabelle zeigt alle Platzierungen (je nach Austragungsjahr einschließlich Olympische Spiele und Weltmeisterschaften).
- 1.–3. Platz: Anzahl der Podiumsplatzierungen
- Top 10: Anzahl der Platzierungen unter den ersten zehn (einschließlich Podium)
- Punkteränge: Anzahl der Platzierungen innerhalb der Punkteränge (einschließlich Podium und Top 10)
- Starts: Anzahl gelaufener Rennen in der jeweiligen Disziplin
- Staffel: inklusive Mixed-Staffel

| Platzierung                                    | Einzel | Sprint | Verfolgung | Massenstart | Team | Staffel | Gesamt |
| ---------------------------------------------- | ------ | ------ | ---------- | ----------- | ---- | ------- | ------ |
| 1. Platz                                       |        |        |            |             |      |         |        |
| 2. Platz                                       |        |        |            |             |      |         |        |
| 3. Platz                                       |        |        |            |             | 1    |         | 1      |
| Top 10                                         | 3      | 1      |            |             | 1    | 1       | 6      |
| Punkteränge                                    | 8      | 8      |            |             | 1    | 1       | 18     |
| Starts                                         | 23     | 25     |            |             | 1    | 1       | 50     |
| Stand: Karriereende, Daten wohl nicht komplett |        |        |            |             |      |         |        |